# TRACECA
Le TRACECA (acronyme : Transport Corridor Europe-Caucase-Asie) est un programme de transport international impliquant l'Union européenne et 14 États membres de l'est, du Caucase et de l'Asie centrale. Son secrétariat permanent, initialement financé par la  Commission européenne, se situe à Bakou, en Azerbaïdjan, et un bureau régional à Odessa, en Ukraine. Depuis 2009 l'organisation est entièrement financée par les pays membres.

## Origines
Le TRACECA a été établi en 1993, par la signature du Multilateral Agreement on International Transport pour le développement des initiatives de transport  entre l'UE, le Caucase et l'Asie centrale. Le secrétariat permanent de TRACECA a été établi en mars 2000 à Bakou, et inauguré le 21 février 2001 avec la participation du président d'Azerbaïdjan Heydar Aliyev, en présence de Javier Solana, Chris Patten et Anna Lindh. Les objectifs De TRACECA étaient ceux de l'Initiative de Bakou en 2004, suivis par une conférence ministérielle à Sofia en 2006.

## Membres

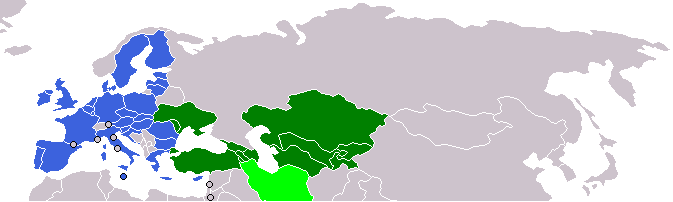
Union Européenne
États participants à TRACECA
Accord TRACECA signé, mais pas encore participant

Les États suivants participent au programme TRACECA : Arménie, Azerbaïdjan, Bulgarie, Géorgie, Kazakhstan, Kirghizistan, Iran, Moldavie, Ouzbékistan, Roumanie, Turquie, Ukraine, Tadjikistan, Turkménistan

## Projets
Les projets de TRACECA se structurent dans cinq groupes de travail : transport maritime, aérien, routier et ferroviaire, sécurité et infrastructure. Parmi les projets spécifiques, il y a la création d'un nouveau pont pour remplacer et protéger le pont historique de Krasny Most, entre la Géorgie et l'Azerbaïdjan.
Certains projets s'inscrivent donc dans la problématique Liaisons de transport Europe-Asie.